# Karamay (Stadtbezirk)
Karamay (chinesisch 克拉玛依区, Pinyin Kèlāmǎyī Qū, uigurisch قاراماي رايونى Ⱪaramay Rayoni) ist ein Stadtbezirk der bezirksfreien Stadt Karamay im Uigurischen Autonomen Gebiet Xinjiang der Volksrepublik China. Er liegt am Nordwestrand des Dsungarischen Beckens. Das Verwaltungsgebiet des Stadtbezirks hat eine Fläche von 3.832,97 km² und zählt 261.445 Einwohner (Stand: Zensus 2010). Der Stadtbezirk ist Stadtzentrum und Sitz der Stadtregierung von Karamay.

## Administrative Gliederung
Auf Gemeindeebene setzt sich Karamay aus sechs Straßenvierteln und einer Gemeinde zusammen. Diese sind:
- Straßenviertel Jinlongzhen (金龙镇街道);
- Straßenviertel Kunlunlu (昆仑路街道);
- Straßenviertel Shenglilu (胜利路街道);
- Straßenviertel Tianshanlu (天山路街道);
- Straßenviertel Wuwu Xinzhen (五五新镇街道);
- Straßenviertel Yinhelu (银河路街道);
- Gemeinde Xiaoguai (小拐乡).